# وسام مالك
وسام مالك (1 يناير 1989) هو لاعب كرة قدم عراقي يلعب كلاعب خط وسط لنادي نفط البصرة في الدوري العراقي الممتاز، والمنتخب العراقي.

## مهنة دولية
في 30 يونيو 2018، خاض وسام أول مباراة دولية له مع العراق ضد الأرجنتين.

## روابط خارجية
- وسام مالك على موقع قاعدة بيانات كرة القدم.إي يو (الإنجليزية)
- وسام مالك على موقع ناشيونال فوتبول تيمز (الإنجليزية)
- وسام مالك على موقع Soccerway.com (الإنجليزية)
- وسام مالك على موقع كووورة